# Metro-Museum Pjöngjang
Das Metro-Museum Pjöngjang (지하철도건설박물관) ist ein Verkehrsmuseum, welches sich vor allem mit der Metro Pjöngjang beschäftigt. Es wurde im Jahre 1973 der Öffentlichkeit zugänglich gemacht.
Neben der in Nordkorea üblichen Propaganda sind diverse Exponate ausgestellt, darunter Gegenstände, die Kim Il-sung im Zusammenhang mit der Metro bzw. dem Bau der Metro verwendete (Stift, Stuhl, Mikrofon usw.). Auch werden technische Hintergründe sowie besondere Herausforderungen und Schwierigkeiten während der Bauarbeiten beleuchtet. Des Weiteren sind realistisch und detailliert gestaltete Dioramen Teil der Ausstellung.
Das Museum befindet sich an der Ryomyong-Straße im Pjöngjanger Stadtbezirk Moranbong-guyŏk (Verwaltungseinheit Chŏnu-dong). Etwas schräg versetzt vor dem Museumsgebäude befindet sich ein „Unsterblichkeitsturm“, welcher an die verstorbenen Staatsoberhäupter Kim Il-sung und Kim Jong-il erinnern soll.